# Theoretical Medicine and Bioethics
Theoretical Medicine and Bioethics: Philosophy of Medical Research and Practice es una revista médica bimestral revisada por pares que cubre la bioética y la filosofía de la medicina con una perspectiva más teórica que otras revistas en esta área. Fue establecida en 1980 como Metamedicine y pasó a llamarse Theoretical Medicine en 1983, obteniendo su nombre actual en 1998. Es publicada por Springer Nature y ofrecida a precio reducido a los miembros de la Sociedad Americana de Bioética y Humanidades. Los editores en jefe son Lynn Jansen (Universidad de Ciencias y Salud de Oregón) y Daniel Sulmasy (Universidad de Georgetown). Según Journal Citation Reports, la revista tenía un factor de impacto en 2018 de 0,789.

## Métricas de revista
2022
- Web of Science Group : 0.889
- Índice h de Google Scholar: 40
- Scopus: 1.609